# 滇川大步甲
滇川大步甲（学名：Carabus yunanensis）也称云南布甲，一种分布于中华人民共和国云南、四川等地区的鞘翅目昆虫，隶属于步行虫科大步甲属（步甲属、步行虫属）切鞘亚属（Apotomopterus）。

## 形态特征
成虫体长约32.5毫米。前胸背板呈蓝绿色带金属光泽，密布不规则网格状微纹。鞘翅为红褐色带金属光泽，覆满平行的行距，三条主行距特化为连续均匀的椭圆形突起。雌性鞘翅末端切鞘较为明显。

## 亚种
本种目前发现2个亚种：
- Carabus yunanensis pallulatus Cavazzuti, 1998
- Carabus yunanensis yunanensis Born，1905